# Ambroży (Panajotidis)
Ambroży, imię świeckie Lawriotis Panajotidis (ur. 1939 w Ksanti) – grecki duchowny prawosławny w jurysdykcji Patriarchatu Konstantynopola, od 1983 metropolita Karpatos i Kasos.

## Życiorys
W 1961 otrzymał święcenia diakonatu, a w 1965 prezbiteratu. 24 maja 1983 przyjął chirotonię biskupią.